# ジョー・テコリ
ジョー・テコリ（Joe Tekori、1983年12月17日 - ）は、サモアの元ラグビー選手。

## プロフィール
- サモア・モトゥツア出身[1]。
- 現役時代のポジションはロック(LO)、フランカー(FL)、ナンバーエイト(No8)。
- 身長 198cm、体重 131kg
- サモア代表通算キャップ数は37でラグビーワールドカップ2007・ラグビーワールドカップ2011・ラグビーワールドカップ2015のサモア代表に選ばれた[2]。

## 略歴
オークランド、カストルを経て、2013年、トゥールーズに加入。
2022年、現役を引退した。